# Ordens dinásticas de Portugal
As Ordens dinásticas portuguesas são ordens honoríficas outrora atribuídas pelo rei de Portugal numa tradição multissecular que remonta aos tempos do Reino de Portugal. Desde a implantação da República Portuguesa até aos dias atuais, as ordens dinásticas portuguesas existentes passaram a ser atribuídas pelos pretendentes dinásticos à chefia da Casa de Bragança.
As ordens dinásticas em Portugal são as seguintes:
- Ordem de Nossa Senhora da Conceição de Vila Viçosa
- Ordem da Rainha Santa Isabel
- Ordem de São Miguel da Ala